# Backström & Reinius

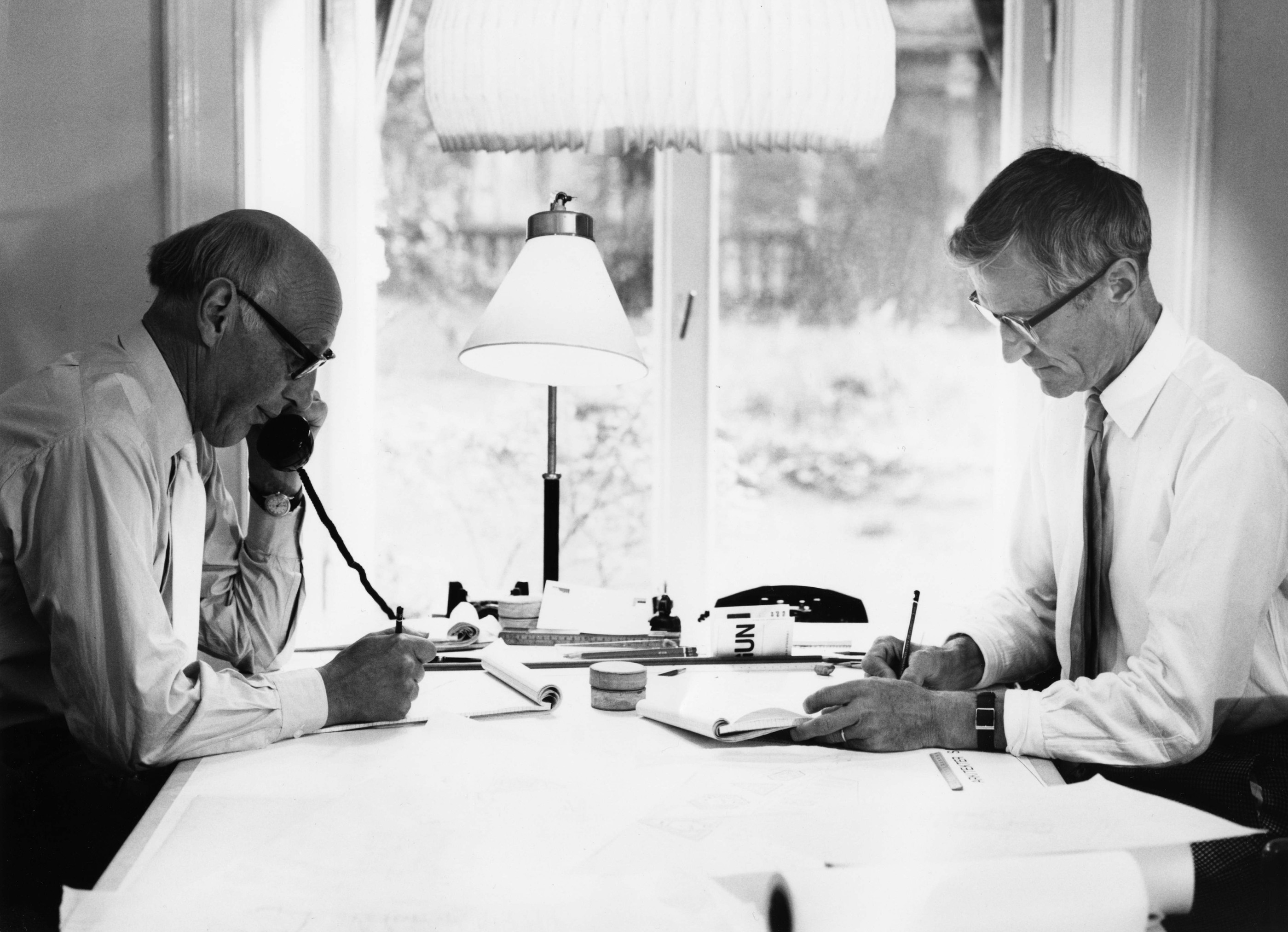
Sven Backström und Leif Reinius

Backström & Reinius war ein schwedisches Architekturbüro in Stockholm, das für seine Entwürfe im Wohnungsbau und von Zentrumanlagen bekannt wurde. Das Büro existierte von 1936 bis 1980.

## Geschichte
Die Firmengründer Sven Backström (1903–1992) und Leif Reinius (1907–1995) waren schon Studienkameraden während ihrer Ausbildungszeit (1925–1929) an der Technischen Hochschule in Stockholm. Danach praktizierte Backström u. a. bei Le Corbusier in Paris 1932–1933 und Reinius beim Architekten Hakon Ahlberg. 1936 starteten sie die Firma „Backström & Reinius Arkitekter AB“ in Stockholm.

## Werk
Der Wohnungsbau der 1940er Jahre lag Backström & Reinius besonders am Herzen. Für den Bauunternehmer Olle Engkvist entwarfen sie 1944–1946 die sog. Sternhäuser im Stockholmer Vorort Gröndal. Diese bestehen aus drei Hauskörpern, die sternförmig um ein zentrales Treppenhaus angeordnet sind. Das Sternhaus kann freistehend als Punkthaus, oder aneinandergekoppelt zu Kettenhäusern, um Innenhöfe und dergleichen angeordnet werden. In Gröndal bilden sie ein Muster von Bienenwaben und im Stadtteil Rosta in Örebro sind sie zu langen Ketten zusammengefügt. Aus derselben Zeitepoche (1943–1945) stammt eine Gruppe von Punkthäusern auf der Danviksklippan in Stockholm.
Backström & Reinius machte sich auch einen Namen im Bereich des Entwerfens von Vorortzentren und von Geschäftshäusern. Für die kommunale Wohnungsbaugesellschaft Svenska Bostäder entwarfen sie Vällingby Centrum (1953–1955) und Farsta Centrum (1956–1960), beide nach dem Prinzip der ABC-Stadt geplant, wobei A für Arbete (Arbeit), B für Bostad (Wohnung) und C für Centrum stand, was für Schweden eine Neuheit war. Zur Neugestaltung der Stockholmer City trug Backström & Reinius mit dem Warenhaus für Åhlén & Holm (1964) und dem fünften Hochhaus am Sergels torg (1965) bei.

## Bilder
|  |  |  |  |